# Trívids
Els trívids (Triviidae) són una família de petits gasteròpodes marins del clade Littorinimorpha. En alguns països s'anomenen cauris, nom que comparteixen amb altres gastròpodes.

## Taxonomia
La família Triviidae conté les següents subfamílies i gèneres:
- La subfamília Eratoinae va passar a ser la família Eratoidae, Gill, 1871.
- Subfamília Triviinae
  - Cleotrivia Iredale, 1930[3][4]
  - Dolichupis Iredale, 1930[5][6]
  - Ellatrivia Schilder, 1939
  - Gregoia Fehse, 2015
  - Niveria Jousseaume, 1884
  - Pseudopusula Fehse & Grego, 2014
  - Purpurcapsula Fehse & Grego, 2009
  - Pusula Jousseaume, 1884
  - Semitrivia Cossmann, 1903[7][8]
  - Trivellona Iredale, 1931[9][10]
  - Trivia Broderip, 1837
  - Triviella Jousseaume, 1884[11][12]
  - Trivirostra Jousseaume 1884[13][14]

Gèneres que s'han considerat sinònims d'altres
- Austrotrivia Fehse, 2002: sinònim de Ellatrivia Cotton & Godfrey, 1932
- Circumscapula Cate, 1979: sinònim de Niveria Jousseaume, 1884
- Decoriatrivia Cate, 1979: sinònim de Dolichupis Iredale, 1930
- Discotrivia Cate, 1979: sinònim de Pseudopusula Fehse & Grego, 2014
- Fossatrivia Schilder, 1939: sinònim de Ellatrivia Cotton & Godfrey, 1932
- Galeatrivia Cate, 1979: sinònim de Triviella Jousseaume, 1884
- Nototrivia Schilder, 1939 †: sinònim de Trivellona Iredale, 1931
- Pseudotrivia Schilder, 1936: sinònim de Trivellona Iredale, 1931
- Tribe Pusulini Schilder, 1936: sinònim de Triviinae Troschel, 1863
- Robertotrivia Cate, 1979: sinònim de Trivellona Iredale, 1931
- Sulcotrivia Schilder, 1933 †: sinònim de Niveria Jousseaume, 1884
- Tribe Triviellini Schilder, 1939: sinònim de Triviinae Troschel, 1863